# Orden de San Gereón
La orden de San Gereón o San Gerión es una orden militar instituida por san Esteban primer rey de Hungría a principios del siglo XI. 
Se creó esta Orden para estrechar más entre sí a los cruzados que iban a Palestina a la reconquista de los Santos Lugares. El distintivo de los caballeros era una cruz patriarcal de gules, plantada sobre tres montañas de sinople.
Otros suponen que esta Orden fue creada en el siglo XII en la Palestina, por el emperador Federico Barbarroja y que su divisa
era una cruz negra sobre las tres montañas de sinople, que se llevaba sobre un hábito blanco. Observaban la regla de san Agustín.